# Ophiderma fascipennis
Ophiderma fascipennis är en insektsart som beskrevs av William D. Funkhouser. Ophiderma fascipennis ingår i släktet Ophiderma och familjen hornstritar. Inga underarter finns listade i Catalogue of Life.